# Glyptophidium oceanium
Glyptophidium oceanium är en fiskart som beskrevs av Smith och Radcliffe, 1913. Glyptophidium oceanium ingår i släktet Glyptophidium och familjen Ophidiidae. Inga underarter finns listade i Catalogue of Life.